# Queen I Tour
A Queen I Tour a brit Queen együttes turnéja, amely 1973. szeptember 13-ától december 28-áig tartott. A turné a Queen albumot népszerűsítette, bár olyan dalok is szerepeltek a műsorban, amelyek a turné előtt felvett, de csak azután kiadott második nagylemezre (Queen II) kerültek fel, vagy éppen a már 1974-ben rögzített harmadik stúdióalbumra (Sheer Heart Attack). Az 1970-es évek elején rendszeresen játszották élőben a Hangman című dalukat, ami végül sosem került kiadásra. A saját számok után a koncertek második felében olyan rock and roll feldolgozásokat adtak elő, mint a Jailhouse Rock, vagy a Be Bop A Lula, illetve rendszeresen játszották (később is) a Big Spender című sláger főtémáját.
Összesen 35 koncertet adtak, többségüket az Egyesült Királyságban a Mott the Hopple előzenekaraként. A koncertsorozat első állomásán, szeptember 13-án, a londoni Golders Green Hippodromban tartott fellépésüket a BBC rögzítette, és később a felvétel szerkesztett változata rádióadásba is került. Egy hónappal később egy német és egy luxemburgi koncert következett, melyek során első alkalommal léptek fel Anglián kívül Európában. Októberben további két koncertet adtak Londonban, majd november 2-án egy telt házas fellépéssel hangoltak az Imperial College színpadán a tíz nappal később Leedsből startoló országos turnéra, ahol a Mott the Hopple előtt melegítették be a közönséget minden este, többek között a londoni Hammersmith Odeonban is december 14-én, ahol aznap dupla koncertet adtak az együttesek. Még néhány önálló fellépést követően, december 28-án zárult a Queen I Tour Liverpoolban, ahol a 10cc előzenekara voltak.
Ehhez a turnéhoz szokták még sorolni a Queen 1974. február 2-án tartott első ausztrál koncertjét a Melbourne közelében megrendezett háromnapos Sunbury-i fesztiválon.

## Közreműködők
- Freddie Mercury – ének, zongora, csörgődob
- Brian May – elektromos gitár, háttérvokál
- Roger Taylor – dob, háttérvokál
- John Deacon – basszusgitár

## Dalok listája
Jellemző műsor
1. Procession
2. Father to Son
3. Son and Daughter
4. Ogre Battle
5. Hangman
6. Keep Yourself Alive
7. Liar
8. Jailhouse Rock
9. Shake Rattle And Roll
10. Stupid Cupid
11. Be Bop A Lula
12. Jailhouse Rock (reprise)
13. Big Spender
14. Bama Lama Bama Lou

Ritkán előadott dalok
- Great King Rat
- See What a Fool I’ve Been
- Stone Cold Crazy (korai változat)
- Modern Times Rock ’n’ Roll (a Bama Lama Bama Lou helyett)

## Koncertek

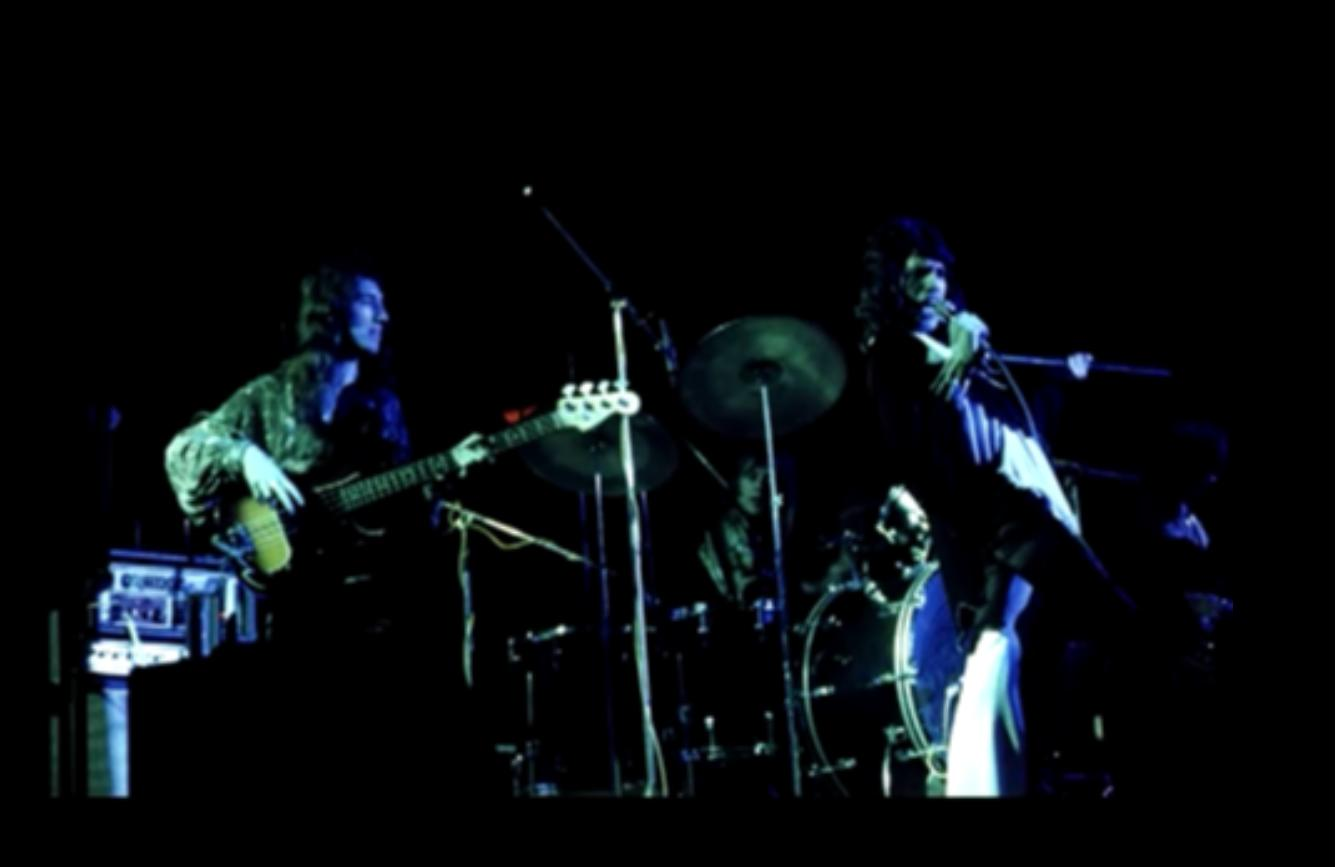
Queen-koncert Leedsben, 1973. november

| Időpont              | Helyszín                                |
| -------------------- | --------------------------------------- |
| 1973. szeptember 13. | Egyesült Királyság, London              |
| 1973. október 13.    | Németország, Bonn                       |
| 1973. október 14.    | Luxemburg, Luxembourg                   |
| 1973. október 20.    | Egyesült Királyság, London              |
| 1973. október 26.    | Egyesült Királyság, London              |
| 1973. november 2.    | Egyesült Királyság, London              |
| 1973. november 12.   | Egyesült Királyság, Leeds               |
| 1973. november 13.   | Egyesült Királyság, Blackburn           |
| 1973. november 15.   | Egyesült Királyság, Worcester           |
| 1973. november 16.   | Egyesült Királyság, Lancaster           |
| 1973. november 17.   | Egyesült Királyság, Liverpool           |
| 1973. november 18.   | Egyesült Királyság, Hanley              |
| 1973. november 19.   | Egyesült Királyság, Wolverhampton       |
| 1973. november 20.   | Egyesült Királyság, Oxford              |
| 1973. november 21.   | Egyesült Királyság, Preston             |
| 1973. november 22.   | Egyesült Királyság, Newcastle           |
| 1973. november 23.   | Egyesült Királyság, Glasgow             |
| 1973. november 25.   | Egyesült Királyság, Edinburgh           |
| 1973. november 26.   | Egyesült Királyság, Manchester          |
| 1973. november 27.   | Egyesült Királyság, Birmingham          |
| 1973. november 28.   | Egyesült Királyság, Swansea             |
| 1973. november 29.   | Egyesült Királyság, Bristol             |
| 1973. november 30.   | Egyesült Királyság, Bournemouth         |
| 1973. december 1.    | Egyesült Királyság, Southend            |
| 1973. december 2.    | Egyesült Királyság, Chatham             |
| 1973. december 6.    | Egyesült Királyság, Cheltenham          |
| 1973. december 7.    | Egyesült Királyság, Cheltenham          |
| 1973. december 8.    | Egyesült Királyság, Liverpool           |
| 1973. december 14.   | Egyesült Királyság, London (1. előadás) |
| 1973. december 14.   | Egyesült Királyság, London (2. előadás) |
| 1973. december 15.   | Egyesült Királyság, Leicester           |
| 1973. december 21.   | Egyesült Királyság, Taunton             |
| 1973. december 22.   | Egyesült Királyság, Peterborough        |
| 1973. december 28.   | Egyesült Királyság, Liverpool           |
| 1974. február 2.     | Ausztrália, Sunbury                     |